# San Paolo (Velázquez)
San Paolo è un dipinto realizzato intorno al 1619 da Diego Velázquez e attualmente conservato al Museo nazionale d'arte della Catalogna di Barcellona. Si tratta di una tela realizzata nella prima fase della carriera dell'artista, prima che questi si trasferisse a Madrid; in quegli anni, lo stile di Velázquez era fortemente influenzato dal Caravaggio.

## Storia
L'opera fu dipinta intorno al 1619, prima che Velázquez lasciasse Siviglia, sua città natale, nel 1623, quando divenne pittore di corte del re Filippo IV. Solo nel 1921 la tela è stata attribuita all'artista da parte di August Mayer: questa, assieme ad un'altra raffigurante San Tommaso, conservata al Musée des Beaux-Arts di Orléans, sarebbe stata originariamente posizionata nella certosa di Santa Maria de las Cuevas di Siviglia. Lo storico dell'arte Xavier Bray ritiene che i due dipinti, rassomiglianti nelle dimensioni, potrebbero essere stati parte di una serie di ritratti aventi come soggetti i dodici apostoli. Il San Paolo e il San Tommaso sarebbero gli unici due dipinti ancora visibili, mentre gli altri sarebbero andati perduti.
Nei primi anni di carriera del Velázquez, quest'ultimo fu fortemente influenzato dallo stile caravaggesco e la tela di San Paolo è considerata "un'opera chiave per comprendere l'influenza del realismo pittorico di Caravaggio in Spagna".

## Descrizione

### Soggetto
L'artista rivela la sua abilità nella ritrattistica nella raffigurazione di un uomo catturato proprio dalla natura e avvolto in un'ampia veste, nella quale le pieghe assumono pose quasi scultoree. La drammatica illuminazione che porta in rilievo il santo, contro uno sfondo al contrario oscuro, è un'eredità stilistica del tenebrismo; allo stesso modo, Velázquez trae da questa tecnica pittorica anche la scelta dei colori di terra, comunemente utilizzati dal pittore. Queste tonalità sono in grado di mostrare allo spettatore una rappresentazione naturale e autentica della figura. San Paolo siede su un basamento in pietra, che si fonde con l'area retrostante; le dita della mano sinistra trattengono un libro spesso. Presumibilmente per nascondere le sue debolezze, Velázquez decise di non disegnare le gambe e gran parte delle mani è nascosta al di sotto delle pieghe del tessuto. Stando a quanto afferma José López-Rey, la testa del santo è "disegnata in maniera netta" e l'immagine stessa si presenta come se fosse "piuttosto stropicciata e oscurata", conformemente allo stile dei primi lavori del Velázquez.
Nel Nuovo Testamento, precisamente negli Atti degli Apostoli, si narra della conversione di San Paolo: Saulo stava viaggiando verso Damasco quando fu chiamato da Gesù e vide un raggio di luce che lo accecò per tre giorni. In seguito, riacquistò la vista e cominciò a predicare la fede cristiana alle genti.
In questo dipinto, San Paolo è raffigurato con un'ampia veste color marrone, a simboleggiare il suo pellegrinaggio dalla Terra santa a Damasco. Il mantello, ampio e spesso, presenta numerose pieghe, che suggeriscono la pesantezza del tessuto, che nel frattempo cade su di una tunica dai toni bruno-rossastri. Il santo è usualmente dipinto con una barba affusolata, capelli castani e una fronte spaziosa, che sta a significare saggezza e apprendimento; tuttavia, in questo caso, Velázquez decide di rappresentare Saulo con i capelli neri, tra i quali si intravedono anche tracce di ciocche grigie (una scelta piuttosto poco comune per questa figura). La sua raffigurazione di San Paolo, inoltre, si caratterizza per il suo sguardo vuoto, che probabilmente si riferisce alla perdita della vista narrata nella vicenda della sua conversione. 
Il testo visibile in alto a sinistra identifica la figura come S. PAVLVS ("San Paolo" in latino). Nella sua concezione, Velázquez sceglie di non disegnare la spada, l'unico attributo noto del santo (se non viene rappresentato mentre mantiene un libro in mano, San Paolo è altrimenti disegnato più cupamente con la testa mozzata e la spada che lo decapitò, simbolo del suo martirio). Un'aura luminosa, forse un'aureola, si concentra intorno alla testa della figura e richiama la sua santità e la sua canonizzazione. Sebbene l'aura sia appropriata ad indicare la santità, Velázquez non dimentica di evocare anche l'aspetto intellettuale e filosofico di Paolo, già catturato peraltro nelle tele dall'omonimo soggetto di Jusepe de Ribera (nonché, in generale, nelle sue serie dei Filosofi): nel concepirlo mentre tiene in mano un libro, presumibilmente un Vangelo, Velázquez decise di alludere alla sua natura di apostolo e alla sua grande influenza nella diffusione della religione cristiana.

### Stile
Il giovane Velázquez si lasciò ispirare da taluni riferimenti letterari della sua epoca (come il Lazarillo de Tormes) e dalla bellezza naturale dei luoghi in cui visse. Quando cominciò ad acquisire notorietà, continuò comunque a utilizzare colori e oggetti tratti dalla natura, perché voleva che le persone vedessero i soggetti delle sue opere così come apparivano ai suoi occhi; perciò presentava le sue figure in maniera realistica e con una "qualità di freschezza immortale".
Velázquez fu sempre un attento realista, influenzato nei suoi primi anni da Caravaggio e dal Rinascimento italiano. Secondo l'opinione di José López-Rey, il suo utilizzo di pennellate sia ruvide che morbide è "più affine a Tiziano che non a Caravaggio". La sua peculiarità, che lo distingueva dai pittori del suo tempo, si rinveniva nella totale mancanza di attenzione verso la composizione e verso possibili schizzi preparatori. Al contrario, il pittore preferiva analizzare i suoi modelli e disegnarli dal vivo. All'età di circa trent'anni, Velázquez già mostrava padronanza del realismo, non alterando lo stile delle sue opere d'arte.
Nei primi anni di carriera Velázquez dipinse numerose scene riconducibili al genere del bodegón e alla pittura figurativa. I bodegónes sono dipinti in cui i soggetti principali sono cibi, bevande e stoviglie; nel secondo caso, invece, si fa riferimento specificamente a tele che raffigurano delle figure umane dalle accentuate espressioni umane e che caratterizzano il Velázquez negli anni che vanno dal 1618 al 1622. San Paolo è un esempio di questa fase dell'artista, ed è la manifestazione di una cupa tenebrosità; di questo arco temporale sono noti soltanto venti suoi dipinti, ma è evidente la predilezione di Velázquez per la ritrattistica. È possibile osservare un "sottofondo unitario religioso" nella maggior parte delle tele giovanili del pittore: sta a richiamare la sua devozione  perpetua alla fede cattolica.

### Confronto con altre opere

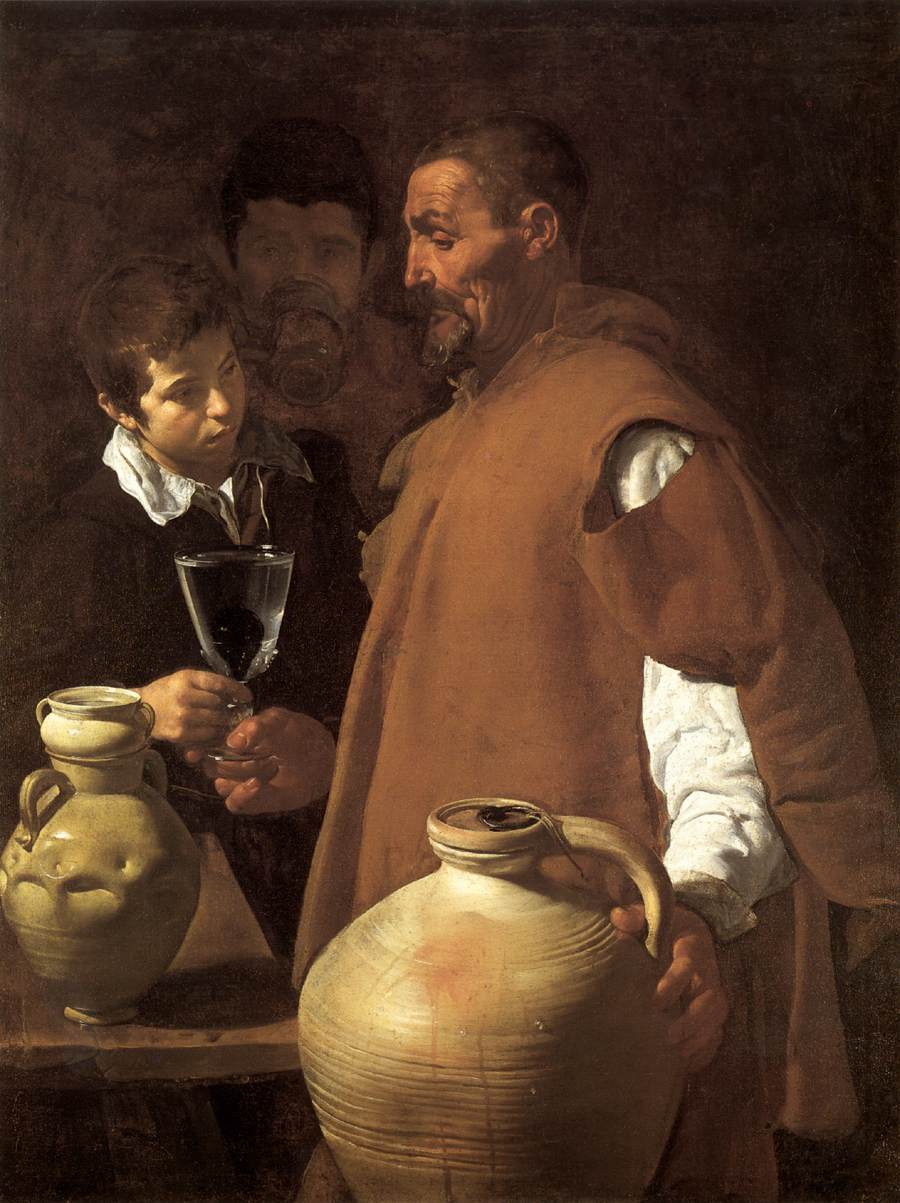
LAcquaiolo di Siviglia

Nel 1618, Velázquez aveva affittato un alloggio a Siviglia, dove gli acquaioli vagavano per le strade. Tra il 1618 e il 1620, ispirandosi a queste figure, dipinse l'Acquaiolo di Siviglia. Lo storico dell'arte Peter Cherry ritiene che Velázquez utilizzò un uomo dal vivo come riferimento per quest'opera: l'artista, infatti, prediligeva i soggetti umili e presumibilmente proprio un acquaiolo deve essere stato il modello sia per il San Paolo che per l'Acquaiolo, dato che la figura di quest'ultimo "ha una somiglianza con il San Paolo della sua giovinezza".